# 棒络新妇
棒络新妇（学名：Trichonephila clavata）又称络新妇、橫帶人面蜘蛛、女郎蜘蛛，为金蛛科蜘蛛。

## 特征
身体颜色美丽，头胸部为深褐色，腹部背面有鹅黄色和银白色相间的斑纹，腹面有两条鹅黄色花纹；纺绩突周围为鲜红色，足有黑黄相间的环纹。

## 分布
分布于印度至日本、台湾以及中国大陆的四川、北京、山东、辽宁、安徽、浙江、河南、湖南、贵州、云南等地，主要生活于灌木丛。

## 亚种
- 类棒络新妇（学名：Nephila clavata cavaleriei），Schenkel于1963年命名。在中国大陆，分布于甘肃等地。该物种的模式产地在甘肃。[2]